# 略奪された100人の花嫁
『略奪された100人の花嫁』（Here Come the Brides）は、アメリカ合衆国で製作されたテレビドラマ。ABCにて1968年9月25日から1970年4月3日に放映された。日本では、1972年から東京12チャンネル（現:テレビ東京）にて放映された。

## 概要
1870年代の国境ギリギリのシアトルを舞台に、ロバート・ブラウン、ボビー・シャーマン、デヴィッド・ソウル演じる木こりの三兄弟が花嫁を100人の候補者の中から探すコメディ作品。主題歌はボビー・シャーマンが歌唱した。
プロデューサーによると、本作は映画『掠奪された七人の花嫁』に触発されたという。
ゲストでブルース・リーが出演したことでも知られる。また、他の出演者は『宇宙大作戦』の出演者と共通する部分がある
。

## キャスト
| 役名                       | 俳優                 | 日本語吹替 |
| -------------------------- | -------------------- | ---------- |
| ジェイソン・ボルト         | ロバート・ブラウン   | 広川太一郎 |
| ジェレミー・ボルト         | ボビー・シャーマン   | 井上真樹夫 |
| ジョシュア・ボルト         | デヴィッド・ソウル   | 納谷六朗   |
| キャンディ                 | ブリジット・ハンリー | 上田みゆき |
| ロッティ・ハットフィールド | ジョーン・ブロンデル | 此島愛子   |

## スタッフ
- 監督：ジェロード・バーンスタイン
- 製作：ポール・ユンガー・ウィット（英語版）